# 10e cérémonie des Rubans d'argent
La 10e cérémonie des Rubans d'argent, organisée par le syndicat national des journalistes cinématographiques italiens, s'est déroulée le 16 juillet 1955. 

## Palmarès

### Producteurs du meilleur film
- Carlo Ponti et Dino De Laurentiis  - La strada

### Meilleur réalisateur
- Federico Fellini - La strada

### Meilleur scénario
- Federico Fellini et Tullio Pinelli - La strada

### Meilleure actrice
- Silvana Mangano - L'Or de Naples

### Meilleur acteur
- Marcello Mastroianni - Jours d'amour

### Meilleure actrice dans un second rôle
- Tina Pica - Pain, Amour et Jalousie

### Meilleur acteur dans un second rôle
- Paolo Stoppa - L'Or de Naples

### Meilleure photographie
- Aldo Graziati - Senso

### Meilleure musique de film
- Angelo Francesco Lavagnino - Continent perdu

### Meilleurs décors
- Mario Chiari - Le Carrousel fantastique

### Prix spéciaux
- Mario Craveri pour le CinemaScope de Continent perdu

### Meilleur film étranger
- Sur les quais d'Elia Kazan